# Bijelač
Bijelač (en serbe cyrillique : Бијелач) est un village de Bosnie-Herzégovine. Il est situé sur le territoire de la ville de Trebinje et dans la république serbe de Bosnie. Selon les premiers résultats du recensement bosnien de 2013, il compte 59 habitants.

## Géographie
Le village est situé à l'ouest de Trebinje, au bord de la Trebišnjica, un cours d'eau qui pour une part débouche dans la mer Adriatique et pour une autre se jette dans la Neretva.
Il est entouré par les localités suivantes :
|              | Tvrdoš         |          |
| Marić Međine | Bijelač        | Trebinje |
|              | Dražin Do Duži |          |

## Démographie

### Évolution historique de la population dans la localité
| 1948 | 1953 | 1961 | 1971 | 1981 | 1991 | 2013 |
| ---- | ---- | ---- | ---- | ---- | ---- | ---- |
| -    | -    | 44   | 23   | 26   | 14   | 59   |

|  |

### Répartition de la population par nationalités (1991)
En 1991, les 14 habitants du village étaient tous serbes.